# Pierre de Nogaret
Pour les articles homonymes, voir Nogaret (homonymie) et Valette.
Pierre de Nogaret de la Valette, né vers 1500, mort en 1553, est un membre de la noblesse gasconne, militaire au service du roi François Ier pour lequel il sert dans les guerres d'Italie.
Il est connu pour avoir fait édifier le château de Caumont, dans le Gers, aujourd'hui classé au titre des monuments historiques.

## Éléments biographiques
Pierre de Nogaret naît aux alentours de l'an 1500 (date supposée dont le père Anselme ne donne pas confirmation, Moréri non plus). Il est le fils de Bertrand de Nogaret, seigneur de La Valette, et d'Anne de Bertolene ou Bretolene.
Contrairement aux affirmations de certains biographes de son petit-fils, le duc d'Épernon, Pierre de Nogaret n'a aucun lien de filiation avec Guillaume de Nogaret (1260-1313), conseiller de Philippe le Bel et instructeur du procès de l'ordre du Temple. Il est issu d'une famille de noblesse de robe beaucoup plus récente, originaire de Gascogne, et qui remonte à la fin du XIVe siècle. En effet, en 1372, Jacques de Nogaret, seigneur de La Valette et quintaïeul de Pierre de Nogaret, est anobli par le roi Charles V, car il a été capitoul de Toulouse en 1366, 1377 et 1385.
Le 21 avril 1521, Pierre de Nogaret épouse Marguerite de L'Isle, dame de Cazaux et de Caumont, faisant ainsi entrer la seigneurie de Caumont dans la famille de Nogaret. De cette union naissent huit enfants dont l'aîné, Jean de Nogaret de La Valette, devient ultérieurement capitaine et père du « mignon » de Henri III, Jean-Louis de Nogaret de La Valette, fait duc d'Épernon par la faveur royale.
Pierre de Nogaret accompagne François Ier aux guerres d'Italie. À son retour, la prospérité de la famille semble assurée puisqu'il entreprend en 1525 la reconstruction du château de Caumont qui devient, dès lors, le siège de la famille de Nogaret,.

## Le château de Caumont
Témoignage majeur de l'architecture Renaissance dans le Gers, le château de Caumont reste attaché au nom de son commanditaire. Pour le construire, Pierre de Nogaret fait d'abord mettre à bas l'ancien château fort édifié à cet endroit par Gaston Fébus. Il fait ensuite appel, vraisemblablement, à l'architecte toulousain Nicolas Bachelier pour en dresser les plans : différents éléments, notamment la coursive extérieure de l'aile nord, sont caractéristiques de cet auteur. La construction de l'imposant bâtiment, flanqué de quatre tours sur deux niveaux de souterrains, s'étale de 1525 à 1535.
Cet édifice est aujourd'hui classé au titre des monuments historiques.